# Peglerochaete
Peglerochaete es un género de hongos de la familia Tricholomataceae. Es un género monotípico, su única especie Peglerochaete setiger se encuentra en el estado indio Sikkim y fue reportada como nueva para la ciencia en 1983.